# (137217) Racah
(137217) Racah  es un asteroide perteneciente al cinturón de asteroides, descubierto el 8 de julio de 1999 por Ilan Manulis y Avishay Gal-Yam desde el Observatorio Wise, en Israel.

## Designación y nombre
Racah se designó inicialmente como 1999 NH64.
Más adelante fue nombrado en honor al físico israelita de origen italiano Giulio Racah (1909-1965).

## Características orbitales
Racah orbita a una distancia media del Sol de 2,2841 ua, pudiendo acercarse hasta 1,9937 ua y alejarse hasta 2,5744 ua. Tiene una excentricidad de 0,1271 y una inclinación orbital de 6,2832° grados. Emplea en completar una órbita alrededor del Sol 1260 días.

## Características físicas
Su magnitud absoluta es 16,2.